# 华南菱头蛛
华南菱头蛛（学名：Bianor hotingchiechi）为跳蛛科菱头蛛属的动物。分布于越南、印度以及中国大陆的陕西、山东、河南、江苏、安徽、浙江、江西、湖南、广东、广西、四川、云南、贵州等地，常见于农田。